# Guo Songtao
Guo Songtao (ur. 11 kwietnia 1818 w Xiangyin w prow. Hunan, zm. 18 lipca 1891 w Szanghaju) – chiński polityk i dyplomata okresu Qing.

## Życiorys
W 1847 roku zdał egzamin urzędniczy na stopień jingshi, następnie został przyjęty do prestiżowej Akademii Hanlin. W następnych latach piastował szereg stanowisk urzędniczych. Na jej początkowym etapie jego karierę wspierał Su Shun.  Pomagał Zeng Guofanowi tłumić powstanie tajpingów, a następnie reformować zniszczone tereny. W 1863 roku mianowany intendentem ds. zboża w Jiangsu, wspierał starania Zenga i innych przywódców o obniżenie podatków z tych zniszczonych wojną terenów, równocześnie realistycznie podtrzymując konieczność utrzymania dodatkowych kwot, z których utrzymywała się lokalna, niższa administracja (obawiając się jej sprzeciwu dla reform). 
Adwokat modernizacji Państwa Środka, opowiadał się za nawiązaniem stałych, pokojowych stosunków dyplomatycznych z krajami zachodnimi oraz wprowadzeniem zachodnich rozwiązań technologicznych i edukacyjnych. Jako młody człowiek obserwował działania podczas I wojny opiumowej w Zhejiangu; w 1856 roku odwiedził Szanghaj i był pod wielkim wrażeniem zachodnich osiągnięć. Uważał, że należy poważnie potraktować dążenie państw zachodnich do otwarcia szerszych kontaktów handlowych z Chinami, jako rzeczywisty motyw ich działań i stosownie reagować. Po wybuchu II wojny opiumowej w 1857 roku objął stanowisko w Akademii Hanlin i doradzał, by nie podejmować działań wojennych, gdy rok później flota anglo-francuska podeszła pod Dagu. Wysłany do pomocy w organizacji obrony Dagu, nakłaniał Sengge Rinchena, by się porozumiał z cudzoziemcami. W odróżnieniu od większości urzędników stołecznych nie uległ euforii po chińskim zwycięstwie w starciu z Brytyjczykami w 1859 roku i udając chorobę, wyjechał do rodzinnego Hunanu. 
Po klęsce w wojnie, której się obawiał, został doradcą Li Hongzhanga. Konsekwentnie dążył do zrozumienia źródeł siły państw zachodnich, poza powierzchowną wyższością w wyposażeniu wojennym. Uważał, że brak postępów w rozumieniu zachodnich motywów mimo ponad 20 lat aktywnych kontaktów i konfliktów jest fatalny dla Chin. W 1877 roku powierzono mu funkcję ambasadora w Wielkiej Brytanii. Guo wyjechał wówczas do Londynu, stając się pierwszym stałym przedstawicielem państwa chińskiego rezydującym za granicą. Od 1878 roku był jednocześnie ambasadorem pełnomocnym we Francji. W 1879 roku został odwołany do Chin. Z powodu swoich silnie modernizacyjnych poglądów spotkał się z ostracyzmem i odsunięto go od stanowisk urzędniczych. Resztę życia spełnił w odosobnieniu, poświęcając się pisarstwu i działalności edukacyjnej. Pozostawił po sobie dzienniki.